# Peperomia veneciana
Peperomia veneciana är en pepparväxtart som beskrevs av Trel. & Yunck.. Peperomia veneciana ingår i släktet peperomior, och familjen pepparväxter. Inga underarter finns listade i Catalogue of Life.